# Д-р Хаус
„Д-р Хаус“ (на английски: House или House, M.D.) е американски медицински сериал, който е излъчен за пръв път в САЩ на 16 ноември 2004 г. по телевизия Фокс. Главният герой на сериала е д-р Грегъри Хаус (Хю Лори), неконвенционален медицински гений, който оглавява екип от диагностици в измислената Университетска болница Принстън-Плейнсбъро в Ню Джърси. Идеята за сериала е на Пол Атаназио и Дейвид Шор, който е определян като създател на сериала и основно разработва концепцията за главния персонаж. Изпълнителни продуценти са Шор, Атаназио, Кейти Джейкъбс и режисьорът Брайън Сингър. По-голямата част от сериала е сниман в Сенчъри Сити.
Хаус често влиза в противоречие със своите колеги лекари, включително и със собствения си екип, тъй като много от хипотезите му за болестите на пациентите са базирани на прозрения, появяващи се от нищото, а понякога и спорни заключения. Пренебрежението му към болничните правила и процедури често го вкарва в конфликт с шефката му, която е болничен администратор и декан на медицинския факултет, д-р Лиса Къди (Лиса Едълстийн). Единственият истински приятел на Хаус е д-р Джеймс Уилсън (Робърт Шон Ленард), началник на Отделението по онкология. През първите три сезона диагностичният екип на Хаус се състои от д-р Робърт Чейс (Джеси Спенсър), д-р Алисън Камерън (Дженифър Морисън) и д-р Ерик Форман (Омар Епс). В края на третия сезон екипът се разформира. Форман се присъединява отново, а Хаус постепенно избира трима нови членове: д-р Реми „Тринайсет“ Хадли (Оливия Уайлд), д-р Крис Тауб (Питър Джейкъбсън) и д-р Лоурънс Кътнър (Кал Пен). Кътнър прави последната си поява към края на пети сезон. Чейс и Камерън продължават да се появяват в различни роли в болницата до началото на шести сезон. По-късно Камерън се оттегля от болницата, а Чейс се връща в диагностичния екип. Д-р Реми „Тринайсет“ Хадли отсъства през по-голямата част на седми сезон, а позицията ѝ е заета от Марта М. Мастърс (Амбър Тамблин). Къди и Мастърс се оттеглят преди осми сезон, Форман става новият медицински декан, а д-р Джесика Адамс (Одет Анабъл) и д-р Чи Парк (Шарлийн Ий) се присъединяват към екипа на Хаус.
Приветстван с акламации от критиката през по-голямата част от излъчването си, „Д-р Хаус“ е сред Топ 10 оценените шоу-сериали от втория до четвъртия си сезон. Разпространен в 66 страни, „Хаус“ е най-гледаното телевизионно предаване за 2008 г. Сериалът получава редица награди, включително пет награди Еми, два Златни глобуса, награда Пийбоди и девет награди Изборът на публиката.
Музиката в началото на всяка серия е песента „Teardrop“ на Масив Атак (която обаче е заменена и не се използва в редица страни, в това число и България, поради авторски права).
На 10 май 2011 г. е подновен за осми сезон, чиято премиера се състои на 3 октомври 2011 г. На 8 февруари 2012 г. е обявено, че осмият сезон ще бъде последен. Последният епизод е излъчен на 21 май 2012 г.

## Продукция

### Идея
| “                                      | На телевизията ѝ трябваше сериал от процедурния жанр, а на Пол Атаназио му хрумна идеята за медицински сериал с елементи на полицейско разследване. Заподозрените щяха да са микробите. Мисълта ми е, че микробите нямат мотиви. | ” |
| —Дейвид Шор за списание „Райтърс Гилд“ | |   |

През 2004 г. Дейвид Шор, Пол Атаназио и Кейти Джейкъбс, бизнес партньор на Атанейшо, предлагат сериал (дотогава неозаглавен) на Fox от типа медицински сериал с разследване в стил „От местопрестъплението“, в което докторите изследват симптомите и техните причини. Атанейшо се вдъхновява от статията „Диагноза“ на д-р Лиса Сандърс в списание „Ню Йорк Таймс“. Fox купува сериала, но тогавашният ѝ президент Гейл Бърман предупреждава създателите, че иска „медицински сериал без бели престилки по болничния коридор“. За Джейкъбс тази уговорка оказва голямо влияние върху крайната форма на сериала.
След като Фокс одобрява сериала, той получава работното заглавие „Да преследваш зебри, да заобиколиш канала“ (Chasing Zebras, Circling the Drain, като „зебра“ на английски е медицински жаргон за необичайна или неясна диагноза, докато „да заобиколиш канала“ се отнася за нелечими случаи). При предварителното полагане на основните характеристики на сериала се създава идеята за екип от лекари, които работят заедно и се опитват да „диагностицират онова, на което не може да се постави диагноза“. Шор обаче счита, че ще бъде важно да има интригуващ централен персонаж, който да разпознава характера на пациентите и да дава диагнози на базата на тайните и лъжите им. Докато Шор и създателите избистрят героя, концепцията на предаването постепенно става по-малко процедурна и повече концентрирана върху главната роля. Персонажът е кръстен Хаус, като това става и заглавието на сериала (В България е добавено „д-р“ за по-голяма яснота). Шор разработва останалите персонажи и написва сценария за пилотния епизод. Брайън Сингър, който режисира пилотния епизод и има голям принос за избирането на главните роли, казва, че епизодът се казва „Всички лъжат“, като това е и мотото на сериала. Сюжетът на първите няколко епизоди е вдъхновен от работата на Бъртън Руше, колумнист на списание „Ню Йоркър“ в периода 1944 – 1994 г., тънък познавач на необичайните медицински случаи.
По отношение на главния герой Шор се опира на преживяванията си като пациент в една учебна болница:
| “ | Знаех, че щом изляза от стаята, ще започнат да ми се подиграват за неосведомеността ми и си помислих, че би било интересно да се види герой, който прави това още докато е при пациента си. | ” |

Основният замисъл е главният персонаж да има някакъв недъг. Първоначалната идея е Хаус да е на инвалидна количка, но Фокс я отхвърля. Джейкъбс по-късно изразява признателността си към настойчивостта на телевизията героят да бъде променен – изправянето му на крака добавя решителен физически аспект. В крайна сметка сценаристите решават Хаус да бъде с увреден крак в резултат на грешна диагноза, което го принуждава да използва бастун и му причинява болка, водеща до наркотична зависимост.

### Препратки към Шерлок Холмс
В сериала се появяват много сходства между Грегъри Хаус и прочутия детектив Шерлок Холмс на Артър Конан Дойл. Шор винаги е бил фен на Холмс и е намирал равнодушието на героя към клиентите му за неповторимо. Има огромна прилика и по начина, по който Хаус опира до дедуктивния метод и психологическия анализ дори в най-неприложимите ситуации и неговото нежелание да се заема с безинтересни случаи. Неговият изследователски метод е логически да елиминира една по една грешните диагнози – метод, присъщ на Холмс. Двамата герои свирят на инструменти (Хаус свири на пиано, китара и хармоника, а Холмс – на цигулка) и вземат наркотични вещества (Хаус е пристрастен към викодин, а Холмс употребява кокаин и морфин за развлечение). Приятелството на Хаус с д-р Джеймс Уилсън е отражение на приятелството между Холмс и неговия довереник, д-р Уотсън. Робърт Шон Ленард, който играе Уилсън, споделя, че героят му, чието име много прилича на това на Уотсън, и Хаус първоначално е трябвало да работят заедно подобно на Холмс и Уотсън, като тази роля впоследствие се иззема от диагностичния екип на Хаус. Според Шор самото име на Хаус е замислено като „поклон“ към Холмс. Жилищният номер на Хаус е 221Б, което е директна препратка към адреса на Холмс – „Бейкър Стрийт“ 221Б.
В различни епизоди се срещат още препратки към разказите за Шерлок Холмс. Главната пациентка в пилотния епизод се казва Ребека Адлър по името на Айрийн Адлър – героиня от първия разказ за Холмс „Скандал в Бохемия“. В последната серия на втори сезон Хаус е застрелян от обезумял престъпник на име Мориарти. По същия начин се казва най-големия враг на Холмс. В епизода „It's a Wonderful Lie“ от четвърти сезон Хаус получава второ издание на творбите на Конан Дойл за коледен подарък. В епизода „The Itch“ от пети сезон Хаус взема ключовете и викодина си, които стоят върху „Мемоарите на Шерлок Холмс“. В друг епизод от пети сезон, „Joy to the World“, за да заблуди екипа си, Хаус използва книга на Джоузеф Бел, от когото Конан Дойл черпи вдъхновение за Шерлок Холмс. Книгата е подарък за предната Коледа от Уилсън и е надписана: „Напомни ми за теб, Грег“. Преди да потвърди, че книгата е от него, Уилсън споделя с двама души от екипа, че му е била връчена от същата Айрийн Адлър. Последната серия на сериала е препратка към привидната смърт на Холмс в разказа „Последният проблем“ от 1893 г., с който първоначално Конан Дойл има намерение да приключи поредицата.

### Екип по продукцията
„Д-р Хаус“ е копродукция между Хийл енд Тоу Филмс, Шор Зи Продъкшънс и Бед Хет Хари Продъкшънс с помощта на Юнивърсъл Медия Студиос за Фокс. Пол Атаназио и Кейти Джейкъбс (начело на Хийл енд Тоу Филмс), Дейвид Шор (Шор Зи Продъкшънс) и Брайън Сингър (Бед Хет Хари Продъкшънс) са изпълнителни продуценти на сериала още от самото начало. Лорънс Каплоу, Питър Блейк и Томас Л. Моран влизат в екипа като сценаристи веднага след заснемането на пилотния епизод. Дорис Игън, Сара Хес, Ръсел Френд и Гарет Лърнър се присъединяват към сценаристите в началото на втори сезон. На Френд и Лърнър, които са бизнес партньори, е предложено да се включат още при стартирането на сериала, но те отказват. През следващата година Джейкъбс им предлага още веднъж и имайки предвид предизвикания бум, този път те приемат. Илай Ати и Шон Уайтсел влизат в състава на сценаристите в началото на четвърти сезон. От този сезон Моран, Френд и Лърнър също са изписани като изпълнителни продуценти наред с Атаназио, Джейкъбс, Шор и Сингър. Хю Лори се води изпълнителен продуцент във втория и третия епизод от пети сезон.
Шор е шоурънърът на „Д-р Хаус“. До края на шести сезон по епизоди пишат над 10 сценаристи. С най-много приноси са Каплоу (18 епизода), Блейк (17), Шор (16), Френд (16), Лърнър (16), Моран (14) и Игън (13). Най-много режисирани епизоди има Деран Сарафян (22 епизода, без участие в шести сезон), и Грег Яйтанес (17). От останалата бройка режисьори само Дейвид Стрейтън е режисирал поне десет епизода до края на шести сезон. Хю Лори режисира седемнадесетия епизод на шести сезон, „Lockdown“. Елан Солтес е супервайзър на визуалните ефекти от началото на сериала. Лиса Сандърс, професор по медицина и клиничен асистент в Йейлското училище по медицина, е технически консултант. Тя също така е автор на статията „Диагноза“, вдъхновила сериала. Според Шор трима различни лекари наглеждат работния процес. Бобин Бергстрьом, дипломирана медицинска сестра, е медицински консултант на снимачната площадка.

### Кастинг
| “        | Не бях особено развълнуван, когато за първи път обмислях [работата по „Д-р Хаус“]. Това, което обикновено се случва, е че снимаш един пилотен епизод и от много малкото одобрени, едва около четвърт продължават за втора година. Затова реших, че ще прекарам три забавни седмици. Никога не съм си и мечтал, че ще бъда тук след три години и половина. | ” |
| —Хю Лори | |   |

Първоначално продуцентите търсят „типичен американец“ за ролята на Хаус. Брайън Сингър отчасти чувства, че няма начин да наеме човек за ролята, който не е американец. По време на кастинговата сесия актьорът Хю Лори е в Намибия и се снима във филма „Полетът на феникса“. Той прави запис за прослушване в хотелска баня, единственото място с достатъчно светлина, и се извинява за външния си вид (който Сингър сравнява с „видео на бин Ладен“). Лори импровизира, използвайки чадър вместо бастун. Сингър е много впечатлен от изпълнението му и коментира това как „американският актьор“ успява да вникне в персонажа. Сингър не знае, че Лори е британец, заради убедителния му американски акцент. Лори отдава акцента си на „пропиляна младост [в гледане на] твърде много телевизия и твърде много филми“. Въпреки че по-познати актьори като Денис Лиъри, Роб Мороу и Патрик Демпси са взети предвид за ролята, Шор, Джейкъбс и Атаназио са впечатлени колкото Сингър и избират Лори за ролята на Хаус.
Лори по-късно разкрива, че отначало си е помислил, че главният персонаж е д-р Джеймс Уилсън. Той предполага, че Хаус е с поддържаща роля, заради естеството на характера му, докато не получава пълния сценарий за пилотния епизод. Лори, като син на доктора Ран Лори, казва, че се чувства виновен за това, че му „плащат повече, за да бъде фалшива версия на собствения [си] баща“. От старта на трети сезон заплащането му е от 275 000 до 300 000 долара на епизод – три пъти повече от това, което е изкарвал допреди в сериала. До петия сезон Лори изкарва по 400 000 на епизод, което го прави един от най-скъпо платените актьори в телевизията.
Робърт Шон Ленард получава сценария за „Криминални уравнения“ на CBS, както и този за „Д-р Хаус“. Ленард мисли, че сценарият на „Криминални уравнения“ е „готин“ и планира да отиде на прослушване за шоуто. Въпреки това той решава, че героят Чарли Епс, за когото ще се явява, е в прекалено много сцени; по-късно той отбелязва „Колкото по-малко работя, толкова по-щастлив съм“. Той вярва, че прослушването му за „Д-р Хаус“ не е било особено добро, а дългото му приятелство със Сингър му е спечелило ролята на д-р Уилсън. Сингър харесва изпълнението на Лиса Едълстийн на проститутка в „Западното крило“ и ѝ изпраща копие от сценария на пилотния епизод. Едълстийн е привлечена от качеството на писане и „енергичния диалог“ на персонажа ѝ с Хаус, и е взета за ролята на д-р Лиса Къди.
Агентът на австралийския актьор Джеси Спенсър му предлага да се пробва за ролята на д-р Робърт Чейс. Спенсър вярва, че предаването ще бъде в стил, подобен на този на „Окръжна болница“, но си променя мнението, след като прочита сценария. След като е избран, той убеждава продуцентите да направят героя му австралиец. Патрик Демпси също се пробва за ролята на Чейс; по-късно той става познат с изпълнението на д-р Дерек Шепърд в „Анатомията на Грей“. Омар Епс, който играе д-р Ерик Форман, е вдъхновен от по-ранното си изпълнение на стажант-лекар в медицинската драма „Спешно отделение“ на NBC. Дженифър Морисън чувства, че прослушването ѝ за ролята на д-р Алисън Камерън е пълна катастрофа. Преди прослушването ѝ обаче, Сингър е гледал някои нейни изпълнения, включително това в „Кръгът на Доусън“, и вече е искал да я вземе за ролята. Морисън напуска шоуто, когато героинята ѝ е отписана в средата на шестия сезон.
В края на трети сезон Хаус уволнява Чейс, а Форман и Камерън напускат. Заради това, Хаус трябва да формира нов екип, за който стига до седем финалисти. Продуцентите планират да вербуват двама нови актьори, заедно с Форман, който се връща в петия епизод на сезона, възвръщайки старата бройка на екипа от трима членове; решението накрая е да се добавят трима главни. (Заедно с Епс, актьорите Морисън и Спенсър остават в състава, а персонажите им се местят на нови длъжности.) По време на продукцията сценаристите отписват по един кандидат на епизод; в резултат на това, според Джейкъбс, нито продуцентите, нито съставът знаят кой ще бъде нает до последната минута. В деветия епизод на сезона екипът на Хаус е разкрит: към Форман се присъединяват Лоурънс Кътнър (Кал Пен), Крис Тауб (Питър Джейкъбсън), and Реми „Тринайсет“ Хадли (Оливия Уайлд). Отхвърлениете от Хаус кандидати не се връщат в шоуто с изключение на последния: Амбър Волакис (Ан Дудек), която се появява до края на четвърти сезон като приятелката на Уилсън, а също и в пети като халюцинация на Хаус. Въпреки че Пен и Уайлд са по-известни от останалите актьори, които играят другите финалисти, Джейкъбс казва за тях, че те са преминали през абсолютно същия процес на прослушване и са останали в шоуто на базата на това колко заинтересовани са били сценаристите от техните персонажи. Кътнър е премахнат към края на петия сезон, след като Пен приема позиция в офиса на Белия дом.
Договорите на Едълстийн, Епс и Ленард изтичат в края на седмия сезон. Като мярка срещу орязването на бюджета, тримата актьори са помолени да приемат по-ниски заплати. Епс и Ленард се договарят с продуцентите, но Едълстийн не го прави и през май 2011 г. е обявено, че тя няма да се върне в осмия сезон.

### Стил на филмиране и локации
„Д-р Хаус“ често се снима с използването на снимачната техника „вървене и говорене“, популяризирана в телевизията от сериали като „Свети Елзуеър“, „Спешно отделение“, „Спортна вечер“ и „Западното крило“. Техниката включва употребата на проследяващи кадри, показващи двама или повече герои, които се разхождат от едно място на друго, докато говорят. Изпълнителният продуцент Кейти Джейкъбс казва, че шоуто често използва техниката, защото „когато правиш сцена в движение, това е... начин за създаване на спешност и напрегнатост“. Тя отбелязва значението на „факта, че Хю Лори е почти 1 метър и 90 сантиметра и е по-висок от всички останали, защото със сигурност прави тези „разходки с разговори“ да изпъкват“. Нанси Франклин от „Ню Йоркър“ описва „страхотните специални ефекти на вътрешността на пациентите, които приличат на такива от „Фантастичното пътуване“. Обзалагам се, че не знаехте, че когато бъбреците ви спрат да работят, те звучат като пукащ се мехур“. „Камери и специални ефекти минават не само през гърлото на пациентката“, отбелязва друг критик, „но през носа, вътре в мозъка и крака ѝ“. Вместо да се уповават само на компютърна графика, в интериорните кадри на тялото се използват ефекти с миниатюри и фотография за контрол на движенията. На много от местата за снимане са поставени предмети извън сценария, позволяващи на Лори да импровизира, което показва аспекти от персонажа му и историята.
Пилотният епизод е сниман в Канада; снимките за всички останали епизоди се състоят на студията на Fox в Сенчъри Сити. Брайън Сингър избира болницата близо до родния му град, Западен Уиндзор, Ню Джърси, за място на действието. Учебният център Фрист на Принстънския университет служи като външения вид на Принстън Плейнсбъро в кадрите, заснети от въздух. Част от снимките се състои в Южнокалифорнийския университет за епизода „Half-Wit“ от трети сезон с участието на Дейв Матюс и Къртууд Смит. Част от шестия сезон е снимана в изоставената психиатрична болница Грейстоун Парк в Парсипани-Трой Хилс, Ню Джърси, служеща за фиктивната психиатрична болница Мейфийлд.

### Интро
Интрото започва с ядрено-магнитен резонанс на глава с изображението на латинската буква „H“ в квадратче от логото (международният символ за болница) на преден план. На мястото на това се появява лицето на д-р Хаус, взето от пилотния епизод, а след това пълното заглавие се изписва пред него. Главата на Хаус изчезва, а заглавието е подчертано и е допълнено от съкращението „M.D.“ (доктор по медицина), довършвайки цялото лого на сериала. Това е цялата дължина на началната последователност за първия епизод. Всички останали епизоди имат по-дълго интро, включващо имената на шестимата главни актьори и създателя Дейвид Шор. Името на Лори се появява първо, последвано от имената на останалите петима членове по азбучен ред (Едълстийн, Епс, Ленард, Морисън, Спенсър и накрая Шор).
След като заглавието изчезва, следва изглед от въздуха на болницата (всъщност различни сгради на университета Принстън, главно учебния център Фрист). След това има поредица от картини, придружаващи името на всеки член на състава; повечето имена се показват до или върху илюстрации на човешката анатомия. Името на Лори се появява до модел на човешка глава, от която се вижда мозъкът; името на Едълстийн се появява до компютърна графика на нервни аксони; името на Епс се появява върху рентгенова снимка на ребра; името на Ленард се появява върху рисунка на двете полукълба на мозъка. В началото продуцентите искат да включат изображения на бастун и шишенце с викодин, но Fox отказва. За името на Морисън няма картина; за нейното име е одобрен изглед от въздуха на гребци в езерото Карнеги на университета Принстън. Името на Спенсър се появява до стара анатомична рисунка на гръбнак. Между имената на Спенсър и Шор има сцена, в която Хаус и тримата членове от оригиналния му екип вървят по един от коридорите на болницата. Джейкъбс казва, че повечето от фоновете на имената нямат специално значение; само картината на човешки врат с надписа „по идея на Дейвид Шор“ загатва, че Шор е „мозъкът на шоуто“. Интрото е номинирано за Еми за Най-добър дизайн на заглавие през 2005 г. Спенсър и Морисън са кредитирани в интрото, дори и когато ролите им стават второстепенни в четвърти и пети сезон, а това на Морисън – и след като е отписана. В седми сезон е представено ново интро, което да показва промените в състава, премахвайки името на Морисън и включвайки тези на Джейкъбсън и Уайлд.
Оригиналната начална мелодия на сериала, каквато е за Съединените щати, се състои от инструментални части от „Teardrop“ на Масив Атак. Акустична версия на „Teardrop“ с китара и вокали от Хосе Гонсалес се чува като музика за фон във финала на четвърти сезон.

## Общ преглед на сериала
Вижте също: Списък с епизоди на Д-р Хаус
Грегъри Хаус, Доктор по медицина, е описан като мизантропичен медицински гений, който оглавява екип от диагностици в учебната болница Принстън-Плейнсбъро в Ню Джърси. Повечето епизоди се въртят около диагнозата на главния пациент и започват със студено начало преди надписите извън болницата, показвайки събитията, водещи до симптомите на пациента. Един типичен епизод проследява екипа и опитите му да диагностицира и лекува болестта на пациента. Опитите им често се провалят, докато състоянието на пациента не стане критично. Отделението на Хаус обикновено лекува пациенти, които преди това са били при друг лекар, но не са получили точната диагноза. Хаус по принцип отхвърля случаите, които не счита за интересни. Сюжетните линии имат за цел да се фокусират повече върху неконвенционалните медицински теории и практики, и реакциите на другите персонажи към тях, отколкото върху сложните детайли по лечението.
Екипът използва метода на диференциалната диагноза, а Хаус насочва техните мнения. Използвайки бяла дъска, записва и елиминира възможните етиологии с маркер. Пациентът обикновено е диагностицирн грешно по време на епизода и съответно лекуван. Това по принцип поражда по-големи усложнения, но впоследствие помага на Хаус и екипа му да диагностицират пациента правилно, тъй като същността на усложненията често дава нови ценни свидетелства. Хаус успява да стигне до правилната диагноза привидно от нищото, често вдъхновяван от преминаващ знак, породен от друг персонаж. Диагнозите варират от относително често срещани до много редки.
Екипът среща много диагностични проблеми като криенето на симптомите от пациентите, обстоятелствата или личните им истории, което често кара Хаус да обяви по време на обсъждането с екипа, че „Пациентът лъже“ или да промълви „Всички лъжат“; такова предположение насочва решенията и диагнозите на Хаус, и прави рутинна процедура контрамярката за влизане с взлом. Заради това, че хипотезите му се базират на внезапни прозрения или противоречиви интуиции, той често има проблеми с получаването на разрешение за медицински процедури, които той счита за нужни от своя началник, който във всички сезони с изключение на последния е д-р Лиса Къди. Такива случаи са особено тези, в които предложените процедури включват голям риск или засягат етически въпрос. Има чести разногласия между Хаус и екипа му, особено с д-р Алисън Камерън, чиито стандарти на медицинска етика са по-консервативни от тези на другите персонажи.
Като много от лекарите в болницата, от Хаус се изисква да лекува пациенти в приемната. Неохотното изпълнение на задължението му или умелите му методи да го избягва водят до повтарящ се второстепенен сюжет, който често служи като комичен елемент. По време на работа Хаус обърква пациентите с недружелюбни наблюдения в личния им живот, ексцентрични предписания и неортодоксални лечения. След като изглежда, че е невнимателен с оплакванията им, той редовно ги впечатлява с бърза и точна диагноза. Аналогии с простите случаи в клиниката често водят до прозрения, помагащи на екипа в разрешаването на случая.
| “                                             | Не е за пристрастеността, но не можеш да пуснеш нещо като това в миксера и да не очакваш да не бъде забелязано и коментирано. Има препратки към количеството на консумацията, което се увеличава с времето. То става все по-малко и по-малко средство за справяне с болката и е нещо, с което ще продължим да се занимаваме и на което да обръщаме внимание. | ” |
| —Шор за пристрастеността на Хаус към викодина | |   |

Важен елемент в сюжета е употребата на викодин от Хаус за справяне с болката, причинена от инфаркт в квадрицепса му пет години преди първия сезон, която го принуждава да ползва и бастун. В епизода „Detox“ от първи сезон Хаус признава, че е пристрастен към викодина, но казва, че няма проблем, защото хапчетата „ми позволяват да си върша работата и отнемат болката ми“. Пристрастеността му е довела до това колегите му, Къди и д-р Джеймс Уилсън, да го насърчават да ходи на рехабилитация няколко пъти. Когато няма достъп до викодин или преживява необичайно силна болка, понякога се лекува сам с други наркотични обезболяващи като морфин, оксикодон, и метадон. Също така Хаус често пие алкохол, когато не е на работа, и се определя като „голям пияч“. Към края на пети сезон Хаус започва да халюцинира; след като елиминират други възможни диагнози, той и Уилсън определят зависимостта му от викодина като най-вероятната причина. Хаус изпада в отричане за кратко, но във финала на сезона той влиза доброволно в Психиатрична болница Мейфийлд. В първия епизод от следващия сезон Хаус излиза от Мейфийлд, успешно потиснал пристрастеността си. Година и половина по-късно обаче, в епизода „Bombshells“ Хаус взима викодин, реагирайки на новината, че Къди може би има рак на бъбреците, а зависимостта му се връща.

## Герои и сюжетни линии
| Име                        | Изпълнява се от   | Пост                                                                                                  | Сезони      | Сезони      | Сезони      | Сезони      | Сезони      | Сезони      | Сезони      | Сезони      |
| Име                        | Изпълнява се от   | Пост                                                                                                  | 1           | 2           | 3           | 4           | 5           | 6           | 7           | 8           |
| -------------------------- | ----------------- | --- | ----------- | ----------- | ----------- | ----------- | ----------- | ----------- | ----------- | ----------- |
| Д-р Грегъри Хаус           | Хю Лори           | Шеф на отделението по диагностична медицина                                                           | Главна роля | Главна роля | Главна роля | Главна роля | Главна роля | Главна роля | Главна роля | Главна роля |
| Д-р Лиса Къди              | Лиса Едълстийн    | Декан на медицинския факултет                                                                         | Главна роля | Главна роля | Главна роля | Главна роля | Главна роля | Главна роля | Главна роля |             |
| Д-р Ерик Форман            | Омар Епс          | Невролог, Декан на медицинския факултет                                                               | Главна роля | Главна роля | Главна роля | Главна роля | Главна роля | Главна роля | Главна роля | Главна роля |
| Д-р Джеймс Уилсън          | Робърт Шон Ленард | Шеф на отделението по онкология                                                                       | Главна роля | Главна роля | Главна роля | Главна роля | Главна роля | Главна роля | Главна роля | Главна роля |
| Д-р Алисън Камерън         | Дженифър Морисън  | Имунолог, Диагностична медицина                                                                       | Главна роля | Главна роля | Главна роля | Главна роля | Главна роля | Главна роля |             | Гост        |
| Д-р Робърт Чейс            | Джеси Спенсър     | Хирург, Интензивист, Диагностична медицина                                                            | Главна роля | Главна роля | Главна роля | Главна роля | Главна роля | Главна роля | Главна роля | Главна роля |
| Д-р Крис Тауб              | Питър Джейкъбсън  | Пластичен хирург, Диагностична медицина                                                               |             |             |             | Участва още | Участва още | Участва още | Главна роля | Главна роля |
| Д-р Лоурънс Кътнър         | Кал Пен           | Специалист по спортна медицина, Диагностична медицина                                                 |             |             |             | Участва още | Участва още |             |             | Гост        |
| Д-р Реми „Тринайсет“ Хадли | Оливия Уайлд      | Интернист, Диагностична медицина                                                                      |             |             |             | Участва още | Участва още | Участва още | Главна роля | Участва още |
| Д-р Марта Мастърс          | Амбър Тамблин     | Доктор по философия втора степен в приложна математика и история на изкуството, Студентка по медицина |             |             |             |             |             |             | Участва още | Гост        |
| Д-р Джесика Адамс          | Одет Анабъл       | Лекар в затворническа клиника, Диагностична медицина                                                  |             |             |             |             |             |             |             | Главна роля |
| Д-р Чи Парк                | Шарлийн Ий        | Невролог, лекар                                                                                       |             |             |             |             |             |             |             | Главна роля |

### Главни герои
През излъчването на „Д-р Хаус“ шестима от главните актьори са кредитирани в интрото. Всички от тях играят лекари, работещи в измислената учебна болница Принстън-Плейнсбъро в Ню Джърси. Главният герой д-р Грегъри Хаус (Хю Лори) оглавява отделението по диагностична медицина. Хаус се описва като „диагностик, специалист по инфекциозни болести и нефрология“. Д-р Джеймс Уилсън (Робърт Шон Ленард), единственият истински приятел на Хаус, оглавява отделението по онкология. Д-р Лиса Къди (Лиса Едълстийн), ендокринолог, е шефката на Хаус, както и медицинският декан на болницата и главен администратор. Хаус има сложна връзка с Къди, а техните взаимодействия често включват голяма степен на инсинуации и сексуално напрежение. В епизода „Joy“ от пети сезон двамата се целуват за първи път. Физическата им връзка не прогресира до края на сезона; във финала му „Both Sides Now“ Хаус вярва, че той и Къди са правили секс, но това е халюцинация, предизвикана от пристрастеността му към викодина. В края на шести сезон Къди казва на Хаус, че го обича. Те се целуват и се съгласяват да се пробват като двойка. През седмия сезон двамата се опитват да запазят връзката си.
Първоначалният диагностичен екип на Хаус се състои от д-р Ерик Форман (Омар Епс), невролог; д-р Робърт Чейс (Джеси Спенсър), интензивист; и д-р Алисън Камерън (Дженифър Морисън), имунолог. В епизода „Family“ от трети сезон Форман предизвестява, че напуска, казвайки на Хаус „Не искам да ставам като теб“. В края на сезона Хаус казва на Чейс, че или е научил всичко, което може, или че изобщо не е научил нищо и го уволнява. Малко след това Камърън, която се е привързала към Чейс, също напуска. Така Хаус остава без екип в началото на четвърти сезон.
По нареждане на Къди Хаус вика четиридесет лекари. Ранните епизоди от четвърти сезон се фокусират върху процеса по избиране, структуриран като елиминационно състезание в стил реалити (Джейкъбс го нарича „версия на Survivor“). Хаус номерира всеки кандидат от 1 до 40 и ги свежда до седем финалисти. Той оценява представянето им в диагностичните случаи и получава помощ от Форман, който се връща в отделението, след като бива уволнен от друга болница заради поведение, подобно на това на Хаус. Тъй като завръщането на Форман означава, че има само две свободни места, Хаус изиграва Къди да му позволи да наеме трима асистенти. Накрая той избира д-р Крис Тауб (Питър Джейкъбсън), бивш пластичен хирург; д-р Лоурънс Кътнър (Кал Пен), специалист по спортна медицина; и д-р Реми „Тринайсет“ Хадли (Оливия Уайлд), интернист (наричана „Тринайсет“ заради номера си в състезанието). В края на сезона открива, че има нелечимата болест на Хънтингтън, от което се е опасявала от дълго време.
В епизода „Joy to the World“ от пети сезон Форман и Тринайсет се целуват. В началото Тринайсет е несклонна да започне връзка с Форман, но впоследствие двамата започват да се срещат и са все още заедно в края на сезона. Двамата късат в рано през шестия сезон. В епизода „Simple Explanation“ от пети сезон Кътнър е намерен мъртъв в апартамента си в огнестрелна рана в главата. Заради това, че не е оставил предсмъртна бележка, Хаус подозира убийство, въпреки че смъртта е приета от другите герои като самоубийство.
В епизода „Hunting“ от втори сезон Камерън и Чейс правят секс за една нощ. В средата на третия сезон те започват сексуална връзка, която Камерън настоява да си остане такава; когато Чейс заявява, че „иска повече“, Камерън прекратява аферата. Въпреки това, до края на сезона Камерън открива, че изпитва романтични чувства към Чейс и двамата започват сериозна връзка. След като напускат диагностичния екип, те поемат различни роли в болницата – Камерън като старши лекар в спешното отделение и Чейс като хирург. Те се сгодяват в епизода „Saviors“ от пети сезон (първия епизод след самоубийството на Кътнър) и се женят във финала на същия сезон. Когато Чейс се присъединява отново към екипа на Хаус в шести сезон, Камерън напуска него и болницата в осмия епизод „Teamwork“. Тя се връща за кратко в „Lockdown“, девет епизода по-късно.
Рано през седмия сезон Тринайсет изчезва без обяснение. Къди нарежда на Хаус да запълни мястото ѝ с друга жена, но впоследствие оставя избора на него: студентката по медицина Марта М. Мастърс (Амбър Тамблин), която прави първата си поява в шестия епизод на сезона. Тринайсет се връща в „The Dig“ – осемнайсетия епизод на сезона и 150-ия за сериала, в който е разкрита причината за отсъствието ѝ: прекарала е шест месеца в затвора, защото е помогнала на брат си, който е бил в напреднал стадий на Хънтингтън, да получи евтаназия. Въпреки че Джейкъбсън и Уайлд играят централни роли (както и Пен), те не получават кредитиране в интрото до седми сезон. Кредитирани са като „Участват още“, и имената им се появяват след интрото. В седми сезон Джейкъбсън и Уайлд получават това кредитиране; Тамблин, новият редовен член на състава, не получава.

### Периодични герои
Всеки от първите шест сезона на „Д-р Хаус“ включва един или повече периодични персонажи, които се появяват в сюжетни арки. В първи сезон Едуард Воглър (Шай Макбрайд), милиардерът и собственик на фармацевтична компания, се появява в пет епизода. Той дарява 100 милиона долара в замяна на това да оглавява борда на болницата. Воглър представлява опит за вкарване на злодей, което е ход, насърчаван от Fox. По времето, когато епизодите с Воглър започват да се излъчват, сериалът вече е хит и персонажът скоро е премахнат. Шор казва, че концепцията за гадния шеф не е жизненоважна за сериала: „Казва се „Д-р Хаус“. Публиката знае, че той никога няма да бъде уволнен.“
Стейси Уорнър (Сийла Уорд), бившата приятелка на Хаус, се появява в последните два епизода от първи сезон и в седем епизода от втори. Тя иска от Хаус да лекува съпруга ѝ, Марк Уорнър (Къри Греъм), когото Хаус диагностицира с остра интермитентна порфирия в края на първи сезон. Стейси и Хаус отново се сближават, но впоследствие Хаус ѝ казва да се върне при Марк, което силно я наранява.
Майкъл Тритър (Дейвид Морз), полицейски детектив, се появява в няколко епизода от трети сезон. Той се опитва да накара Хаус да му се извини за това, че го е оставил в стаята за прегледи с термометър в ректума. След като Хаус отказва да се извини, Тритър му навлича обвинения в притежание на упойващи вещества без предписание и го принуждава да ходи на рехабилитация. Когато случаят достига съда, Къди лъже заради Хаус и обвиненията са свалени. Съдийката порицава Тритър за преслеването на Хаус до такава крайност и казва на Хаус, че според нея той има „по-добри приятели, отколкото заслужава“, споменавайки единайсетте часа свидетелски показания от нейна страна за него. Хаус е осъден на една нощ в затвора за проява на неуважение към съда и завършва рехабилитацията си под влияние на викодина.
Кандидатите за новия диагностичен екип на Хаус са главните периодични герои в четвърти сезон. В допълнение към избраните трима, другите четирима финалисти са Джефри Коул (Еди Гатеги); Травис Бренан (Анди Комо), епидемиолог; Хенри Добсън (Кармен Ардженциано), работник в медицинско училище; и Амбър „Безскрупулната кучка“ Волакис (Ан Дудек), интервенционален радиолог. След елиминация всеки от тях напуска сериала с изключение на Волакис, която се появява и в останалата част, тъй като е започнала връзка с Уилсън. Във финала на сезона Волакис се опитва да отведе пияния Хаус в дома му, защото Уилсън не е на разположение. Те претърпяват катастрофа с автобус, която води до нейната смърт. Тя се появява отново към края на пети сезон измежду халюцинациите на Хаус.
Частният детектив Лукас Дъглас (Майкъл Уестън), чието създаване отчасти е вдъхновено от любовта на Шор към „Досиетата на Рокфорд“, се появява в три епизода от пети сезон. Първоначално Хаус наема Дъглас да шпионира Уилсън, който слага край на приятелството им след смъртта на Волакис (по-нататък приятелството се възвръща). Хаус по-късно плаща на Дъглас да наблюдава личния живот на Къди и членовете на екипа му. Имало е планове, ако героят бъде добре приет от публиката, да участва в свой собствен спиноф сериал. През септември 2008 г. Шор говори пред „Entertainment Weekly“ за виждането си за персонажа: „Не искам да правя поредния медицински сериал. Това, което ме вълнува по отношение на писането, са изборите, които хората правят и естеството на правилното и грешното... и един частен детектив може да се заеме с този въпрос много по-подготвено отколкото един доктор би могъл.“ Шоу с Дъглас така и не стига до есенната програмна схема на Fox. Той се връща в шестия сезон като гаджето на Къди. Те са за кратко сгодени, докато Къди не се отказва, осъзнавайки, че е влюбена в Хаус.

## Възприемане

### Приемане от критиката
„Д-р Хаус“ получава главно позитивни отзиви при дебюта си; счетено е, че вкарва разнообразие в програмната схема на Fox, изпълнена главно с реалити шоута. Мат Руш от „TV Guide“ казва, че предаването е „необикновено лекарство за обикновената медицинска драма“. Критикът от „Ню Йорк Дейли Нюз“ Дейвид Бианкули аплодира „високия калибър на актьорската игра и сценария“. „A.V. Club“ на The Onion одобрително го описва като „най-гадната“ черна комедия на Фокс след оцелелия за кратко „Профит“ през 1996 г. Джон Ленард от списание „Ню Йорк“ нарича сериала „медицинска телевизия в най-задоволяващата си форма“, докато Матю Гилбърт от „Бостън Глоуб“ оценява това, че шоуто не „подслажда“ недостатъците на героите, за да успокои страховете на зрителите относно „медицинските фабрики“. По-малко впечатленият Брайън Лоури от „Варайъти“ пише, че шоуто разчита на „типичен начин на разказване, макар и в лъскава опаковка“. Тим Гудмън от „Сан Франсиско Кроникъл“ го описва като „посредствен“ и неоригинален.
Общата реакция от критиката към персонажа на Грегъри Хаус е като цяло позитивна. Том Шейлс от „Вашингтон Поуст“ го нарича „най-електризиращия главен персонаж в телевизията от години“. Роб Оуен от „Питсбърг Пост Газет“ го намира за „очарователно несимпатичен“. Критиците сравняват Хаус с измислените детективи Ниро Улф, Еркюл Поаро и Ейдриън Монк, както и със заядливия доктор Пери Кокс от „Смешно отделение“. Едно проучване на сериала намира силна прилика между Хаус и друг известен телевизионен доктор, Хоукай Пиърс от „Военнополева болница“. Изпълнението на Лори получава много похвали. Гудмън от „Сан Франсиско Кроникъл“ го нарича „чудо за възхищение“ и „почти единствената причина да се гледа Д-р Хаус“. Габриел Донъли от „Дейли Мейл“ казва, че заради сложната личност на Лори, той е „перфектният избор“ за главната роля.
Критиката към оригиналния поддържащ състав е положителна, а Шейлс от „Вашингтон Поуст“ го определя като „първокласен“. Изобразяването на д-р Уилсън от Ленард е считано за достойно за Еми от критиците на „TV Guide“, Entertainment Weekly и USA Today. Бианкули от „Ню Йорк Дейли Нюз“ е щастлив да види Едълстийн „най-после получила заслужено силна роля“. Критикът на свободна практика Даниъл Файнбърг е разочарован от това, че Ленард и Едълстийн не получават достатъчно признание за изпълненията си.
Реакциите към големите промени в четвърти сезон са смесени. „С новия екип „Д-р Хаус“ придобива малко по-енергично усещане“, пише Тод Дъглас младши от „Ди Ви Ди Толк“. „А предпоставката за пети сезон е доста брилянтна.“ Алън Сепинуол от The Star-Ledger пише „Екстензивното, дълго прослушване дава на сценаристите шанс да съживят шоуто и напълно да разкрият комичния гений на Лори“. Мери Макнамара от „Лос Анджелис Таймс“, от друга страна, взима под внимание новостите: „съставът продължава да се увеличава, историите стават по-разпилени и неравномерни, докато не се получи куп страхотни актьори, принудени да гледат как Хю Лори крепи шоуто с чистата сила на волята си“. Робърт Бианко от „USA Today“ похвалва финала на сезона: „Да поговорим за запазването на най-доброто за накрая. С два разкошни, сърцераздирателни часа... сценаристите спасяват сезон, който изглеждаше ярък, пренаселен и може би твърде амбициозен за собственото си добро.“
В контраст с одобрението, което сериалът получава по-рано, пети сезон е посрещнат относително по-слабо. Ей Ей Гил от „The Sunday Times“ остава с усещането, че шоуто е „изгубило чувството си за хумор“. Морийн Райън от „Chicago Tribune“ пише, "„Д-р Хаус“ беше едно от най-добрите шоута по телевизията, но сериозно е излезнало от релсите". Въпреки че Макнамара от „Лос Анджелис Таймс“ намира детектив Лукас Дъглас за „възхитително допълнение“ към ранните епизоди на сезона, Райън го вижда като „неприветливо разсейване... дразнеща мижитурка“. Особено критикувано е фокусирането върху Тринайсет и последвалата ѝ връзка с Форман.
След излъчването на последния епизод Кен Тъкър от „Entertainment Weekly“ пише, че "в последните си сезони „Д-р Хаус“ се е превърнал по-скоро в сантиментално шоу". В блога Vulture на списание „Ню Йорк“, Маргарет Лайънс пише, "Освен болнична драма, персонажи или каквото и да е, „Д-р Хаус“ е сложна медитация върху мизерията." Лайънс продължава с това, че "има граница между „просветения цинизъм“ и „мизерното безредие“, а „с продължаването на шоуто, драматичният му пламък угасва, докато искрата на агонията му гори все по-силно.“ Алън Сепинуол пише, „Повторението и мръсотията на средните сезони напълно отрязаха каквато и емоционална връзка да съм имал с личните борби на Хаус.“
Сериалът се класира на 62-ро място в списъка „Нови ТВ класики“ на „Entertainment Weekly“. Определен е за втория най-високо оценяван сериал за първите десет години на IMDb Pro (2002 – 2012).

### Телевизионни рейтинги в САЩ
От премиерата си „Д-р Хаус“ остава популярен. През първия си сезон, когато е поставен на 24-то място между всички сериали, той е деветото най-популярно предаване сред жените. Подпомаган от това, че е излъчван преди широко популярното American Idol, всеки от последвалите три сезона се позиционира в топ десет измежду всички зрители. „Д-р Хаус“ достига своя връх в рейтингите на Nielsen в третия си сезон, привличайки средно по 19.4 милиона зрители на епизод. Според Джейкъбс, екипът по продукцията остава изненадан, че сериалът е спечелил толкова голяма публика. В петия си сезон шоуто привлича по 12 милиона зрители на епизод и накрая остава на деветнадесето място. Остава най-популярното шоу на Fox заедно с American Idol.
Най-гледаният епизод е „Frozen“ от четвърти сезон, който е излъчен след Супербоул XLII. Успява да привлече малко над 29 милиона зрители. „Д-р Хаус“ се класира на трето място за седмицата, изравнявайки рейтинга на American Idol и е надминат само от самия Супербоул и церемонията след това.
| Сезон | Епизоди | Разписание                                                                                          | Сезонна премиера     | Сезонен финал  | ТВ сезон    | Място | Зрители (в милиони) |
| ----- | ------- | --------------------------------------------------------------------------------------------------- | -------------------- | -------------- | ----------- | ----- | ------------------- |
| 1     | 22      | Вторник 21:00                                                                                       | 16 ноември 2004 г.   | 24 май 2005 г. | 2004 – 2005 | 24    | 13,34               |
| 2     | 24      | Вторник 21:00                                                                                       | 13 септември 2005 г. | 23 май 2006 г. | 2005 – 2006 | 10    | 17,35               |
| 3     | 24      | Вторник 20:00 (2006) Вторник 21:00 (2006 – 07)                                                      | 5 септември 2006 г.  | 29 май 2007 г. | 2006 – 2007 | 5     | 19,95               |
| 4     | 16      | Вторник 21:00 (2007 – 08) Понеделник 21:00 (2008)                                                   | 25 септември 2007 г. | 19 май 2008 г. | 2007 – 2008 | 7     | 17,64               |
| 5     | 24      | Вторник 20:00 (2008) Понеделник 20:00 (2009)                                                        | 16 септември 2008 г. | 11 май 2009 г. | 2008 – 2009 | 16    | 13,62               |
| 6     | 22      | Понеделник 20:00                                                                                    | 21 септември 2009 г. | 17 май 2010 г. | 2009 – 2010 | 22    | 12,76               |
| 7     | 23      | Понеделник 20:00                                                                                    | 20 септември 2010 г. | 23 май 2011 г. | 2010 – 2011 | 42    | 10,32               |
| 8     | 22      | Понеделник 21:00 (2011) Понеделник 20:00 (януари-март 2012 г.) Понеделник 21:00 (април-май 2012 г.) | 3 октомври 2011 г.   | 21 май 2012 г. | 2011 – 2012 | 58    | 8,69                |

### Награди и отличия
Главна статия: Списък с награди и номинации на Д-р Хаус
„Д-р Хаус“ получава много награди и номинации. През 2005, 2007 и 2008 г. Лори е номиниран за награда Еми в категорията Най-добър актьор в драматичен сериал. Бордът на Емитата номинира сериала и за Най-добър драматичен сериал през 2006, 2007, 2008 и 2009 г., но шоуто не печели нито един път. За епизода „Three Stories“ от първи сезон Дейвид Шор печели Еми за Най-добър сценарий за драматичен сериал през 2005 г. и награда Хуманитас през 2006 г. Режисьорът Грег Яйтанес получава Еми за Най-добра режисура в драматичен сериал за 2008 г. за епизода „House's Head“, който е първата от двете части на финала на четвърти сезон.
Сериалът е номиниран за осем Златни глобуса и печели два. Хю Лори е номиниран пет пъти, като печели през 2006 г. и отново през 2007 г. През 2008 г. сериалът получава първата си номинация за най-добър драматичен сериал. В същата категория е номиниран отново през 2009 и 2010 г.
Шоуто получава награда Пийбоди през 2005 г., за това, което бордът на Пийбодитата нарича „неортодоксален главен персонаж – диагностик мизантроп“ и „случаи, подходящи за медицинска версия на Шерлок Холмс“, което подпомага за превръщането на „Д-р Хаус“ в „най-отличителна докторска драма на десетилетието“. Американският филмов институт включва сериала в своя списък от 2005 г. на Десетте телевизионни предавания на годината.
През 2011 г. „Д-р Хаус“ печели четири награди Изборът на публиката: любима ТВ драма; любими драматични актьор и актриса за Лори и Едълстийн; и любим ТВ доктор.
Лори печели наградата на Гилдията на екранните актьори за Най-добро изпълнение на актьор в драматичен сериал през 2007 и 2009 г. Сценаристът Лоурънс Каплоу печели наградата на Гилдията на американските сценаристи през 2005 г. за епизода „Autopsy“ от втори сезон. През 2007 г. шоуто печели Еми за протетичен грим.
През 2005 г. Лори се появява на корицата на TV Guide като „Най-сексапилният мъж по телевизията“. През 2008 г. Грегъри Хаус е избран за втория най-сексапилен телевизионен доктор след Дъг Рос (Джордж Клуни) от „Спешно отделение“.

## Разпространение
През 2008 г. „Д-р Хаус“ е разпространяван в 66 страни. С публика над 81.8 милиона по света той е най-гледаното телевизионно шоу и далеч надминава гледаемостта на водещите телевизионни драми за предните две години – „От местопрестъплението“ и „От местопрестъплението: Маями“. На следващата година е на второ място след „От местопрестъплението“.
Премиерите на епизодите на „Д-р Хаус“ са по Fox в Съединените щати и по Global в Канада, които имат еднакво разписание. Предаването е третото най-популярно по телевизията в Канада за 2008 г. Същата година е най-гледаното в Германия, второто в Италия, и трето в Чехия. Сериалът е много популярен и във Франция, Испания, Швеция и Холандия. Във Великобритания първите четири сезона са излъчени по канал Five. Sky1 придобива правата за първото излъчване на пети сезон. В Австралия се излъчва по Network Ten, в Нова Зеландия по TV3, а в Ирландия по 3e, който е кабелен канал на ирландската мрежа TV3.
Епизодите от сериала са достъпни и за сваляне: Amazon Video on Demand, iTunes Store и Zune Marketplace предлагат епизоди от всичките сезони, а преди приключването на сериала, новите епизоди обикновено стават достъпни една седмица след излъчването си. През 2007 г. NBC Universal (разпространителят на сериала) и Apple Inc. (собственикът на iTunes) не успяват да се споразумеят, което държи настрана четвърти сезон от iTunes. В изявление към пресата Apple твърди, че NBC Universal да увеличи цената на епизод на 4.99 долара. През септември 2008 г. е обявено, че проблемът между Apple и NBC е решен. Епизоди могат да бъдат закупени и в HD формат на iTunes за 2.99 долара.
Всички сезони са пуснати на DVD в региони 1, 2 и 4. Целият сериал е пуснат на 2 октомври 2012 в регион 1, а в регион 4 ще бъде пуснат на 12 октомври.

## Мърчандайз
Тениски с надписа „Всички лъжат“ са продавани на благотворителен търг за ограничен период от време, започвайки от 23 април 2007 г. на Housecharitytees.com. Приходите от продажбите им, както и на такива с надпис „Нормалното е надценявано“, отиват за Националното дружество за психични заболявания. Актьори и хора от екипа на сериала редовно посещават набирания на средства за дружеството и участват в реклами за организацията, появяващи се в списанията „Севънтийн“ и „Ролинг Стоун“. Благодарение на сериала са събрани стотици хиляди долари за благотворителност. Джейкъбс казва, че чрез връзката им с дружеството, те се надяват да отнемат „част от стигмата от болестта“.
Nettwerk пуска оригиналния саундтрак към сериала на 18 септември 2007 г. Той включва пълните версии на песни, използвани в „Д-р Хаус“ и неиздавани песни, записани специално за сериала.. През 2008 г. испанската компания за игри Exelweiss създава игра за мобилни телефони, която е пусната във версии на испански и английски.
През юни 2009 г. Legacy Interactive обявява споразумението си с Universal Pictures Digital Platforms Group за разработката на видеоигра, базирана на сериала, в която играчите влизат в ролите на диагностичния екип на Хаус и трябва да се справят с пет необичайни медицинския случая. Играта е пусната през май 2010 г. и включва мини-игра, в която играчът да управлява гигантски сандвич и да избягва гладните лекари по пътя към кабинета на доктор Хаус. The A.V. Club ѝ дава слаба оценка.

## „Д-р Хаус“ в България
В България сериалът започва излъчване на 2 февруари 2007 г. по Нова телевизия, първоначално всеки понеделник и петък от 21:00 и е дублиран на български. След кратка пауза, втората част от епизоди на първия сезон започва на 24 април, всеки понеделник, вторник, сряда и четвъртък, но този път от 22:30. След последния епизод от първи сезон, който е на 7 май, на 8 май започва и втори сезон, като завършва на 19 юни. На 16 юли започват да се излъчват повторения, всеки делник от 18:25. Те завършват на 31 август, като стигат до тринадесети епизод на втори сезон. Трети сезон започва на 17 септември с начален час 21:00, също всеки делник и завършва на 18 октомври. На 2 февруари 2008 г., една година след премиерата си в България, сериалът започва повторения на трети сезон, всяка събота от 15:00 и завършват на 12 юли. Четвърти сезон започва на 15 април 2008 г., всеки вторник и четвъртък от 20:00 и завършва на 5 юни. На 9 декември започва повторното му излъчване, всеки делник от 22:30 и завършва на 2 януари 2009 г. Пети сезон започва на 8 юни 2009 г., всеки понеделник, сряда, четвъртък и петък от 21:00. От 22 юни се излъчва всеки делник. Той приключва на 13 юли. На 11 май 2010 г. започва повторно излъчване на пети сезон, всеки вторник, сряда и петък от 23:30. На 28 юни започва шести сезон, всеки делник от 21:00 и приключва на 27 юли. На 24 септември започва седми сезон, всеки петък от 20:00. След първите пет епизода има двуседмично прекъсване, като новите епизоди продължават на 12 ноември, а нова пауза започва от 3 декември. На 21 юни 2011 г. започват повторенията на вече излъчените епизоди с разписание всеки делник от 21:00, а веднага след тях стартират и премиерните. Последният епизод за сезона се излъчва на 21 юли. На 15 август започва повторно шести сезон, всеки делничен ден от 18:00. На 6 февруари 2012 г. започва осми сезон с разписание от понеделник до сряда от 20:00. След първите шест епизода има пауза, а новите започват на 6 март, всеки делник от 21:00. На 12 март няма излъчен епизод, а на 13 март е пуснат нов и след това отново следва пауза. На 4 юни започва осми сезон отново от първи епизод, всеки делник от 21:00. На 19 юни започват премиерно останалите епизоди и последният епизод е излъчен на 4 юли. Дублажът е на Арс Диджитал Студио, чието име се споменава от седемнадесети епизод на пети сезон. Ролите се озвучават от артистите Ани Василева, Йорданка Илова, Даниел Цочев, Силви Стоицов, Тодор Николов от първи до седми сезон и Димитър Иванчев в осми. В шести епизод от седми сезон Тодор Николов е заместен от Ивайло Велчев, а текстът в края на епизода се чете от Даниел Цочев.
На 1 декември 2007 г. започва повторно по Fox Life. Дублажът на втори сезон е презаписан в студио Доли. Даниел Цочев озвучава във всички епизоди. Юлия Станчева, Йорданка Илова, Силви Стоицов и Тодор Николов озвучават от първи до четвърти епизод. От пети до осми епизод са Ани Василева, Таня Димитрова, Ивайло Велчев и Тодор Николов. От девети до единадесети са Юлия Станчева, Йорданка Илова, Силви Стоицов и Тодор Николов. От дванадесети до петнадесети епизод са Ани Василева, Татяна Захова, Ивайло Велчев и Тодор Николов. От шестнадесети до деветнадесети епизод са Юлия Станчева, Йорданка Илова, Ивайло Велчев и Силви Стоицов. В двайсети епизод са Ани Василева, Юлия Станчева, Ивайло Велчев и Тодор Николов. От двадесет и първи епизод до края на сезона са Ани Василева, Таня Димитрова, Ивайло Велчев и Тодор Николов. При излъчването на последния епизод от втори сезон и неговите повторения, сцената, където тестисът на пациента се пръска, е изрязана.
Повторенията започват и по AXN на 3 декември 2007 г., като някои серии са дублирани, други със субтитри, а понякога, и с дублаж, и със субтитри едновременно. Втори сезон, седми и осми сезон са със субтитри.
На 27 август 2010 г. започва повторно излъчване по Диема 2, който по-късно е преименуван на Кино Нова. Дублажът на втори сезон не е на Арс Диджитал Студио, а на студио Доли и сцената, където тестисът на пациента се пръска, си остава изрязана.
На 16 октомври 2012 г. започва повторно от пети сезон по Fox. На 21 октомври започва осми сезон и приключва на 19 ноември. На 20 ноември е излъчен премиерно специалният ретроспективен епизод „Лебедова песен“.

### Издания на DVD в България
Първи сезон е издаден на DVD в пет диска със субтитри на български.